# Zimmerbach (Durlangen)
Koordinaten: 48° 52′ N, 9° 47′ O
Zimmerbach ist eine Ortschaft im Welzheimer Wald in Ostwürttemberg und Teil der Gemeinde Durlangen. Im September 2020 betrug die Einwohnerzahl der Ortschaft 614.

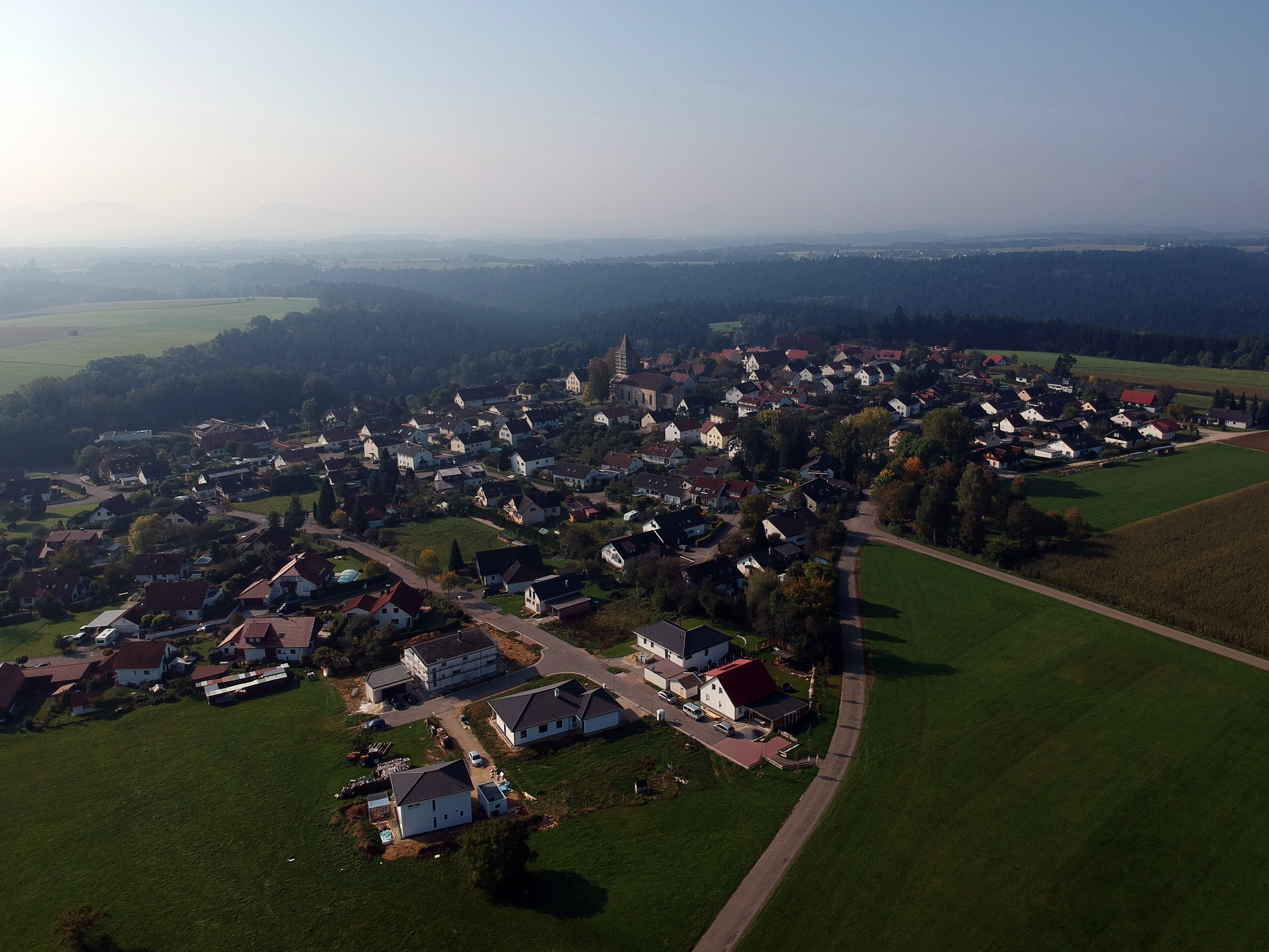
Zimmerbach aus nördlicher Richtung

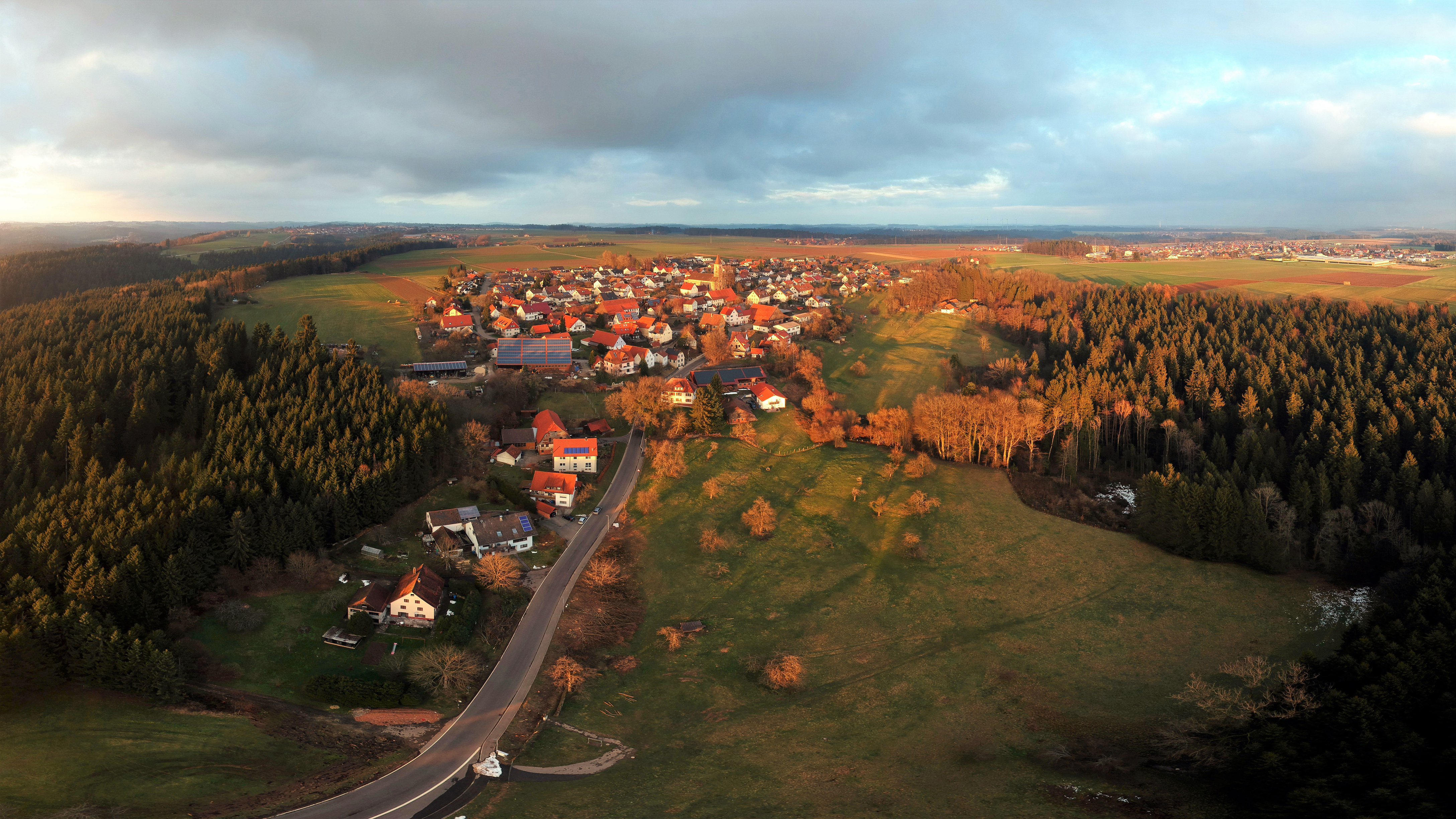
Zimmerbach aus südlicher Richtung

## Geographie
Das Dorf Zimmerbach liegt auf ca. 500 m Höhe am westlichen Rand einer Hochfläche, die sich nördlich des Leintals bis Spraitbach erstreckt. Am östlichen Rand der Ortschaft entspringt der gleichnamige Bach, der bereits nach wenig mehr als 1 km seines Laufs in südlicher Richtung in die Lein mündet.
Circa eineinhalb Kilometer östlich des Ortes liegt Durlangen, das den Hauptort der Gemeinde bildet.

## Geschichte
Im 15. Jahrhundert war Zimmerbach hauptsächlich im Grundbesitz von Gmünder Patrizierfamilien, außerdem des Klosters Gotteszell und des Predigerklosters. Der Ort war Gerichtssitz für die umgebenden Ortschaften, so auch Durlangen und Spraitbach. 1470 bzw. 1573 erwarb das Gmünder Heiliggeistspital Güter und erst eine dann die zweite Hälfte des Gerichts. Zimmerbach blieb bis ins Jahr 1808 Hauptort und Schultheißerei und wurde später Teil der 1815 gegründeten Gemeinde Durlangen.
Im Jahr 1870 wurde die Einwohnerzahl des Ortes mit 171 angegeben.

### Kirchengemeinde
Im Mittelalter besaß Zimmerbach eine romanische Kirche im Ort, diese war vermutlich eine Stiftung des Klosters Lorch und zählte zu den ältesten Gotteshäusern des Kreises. Am 6. April 1360 verkaufte Heinrich von Rechberg von Heuchlingen den Kirchensatz von Zimmerbach an das Kloster Gotteszell. Im Auftrags von Papst Martin V. wurde dann am 28. Dezember 1420  die Kirche von Zimmerbach dem Kloster Gotteszell eingegliedert. Zimmerbach blieb zunächst noch Hauptort und Pfarrsitz für die umgebenden Gemeinden, verlor aber im Laufe der Zeit an Bedeutung und wurde Filiale von Spraitbach. Mit der Pfarrsprengeleinteilung im Jahr 1659 wurde Zimmerbach dann wieder selbständige Pfarrei.

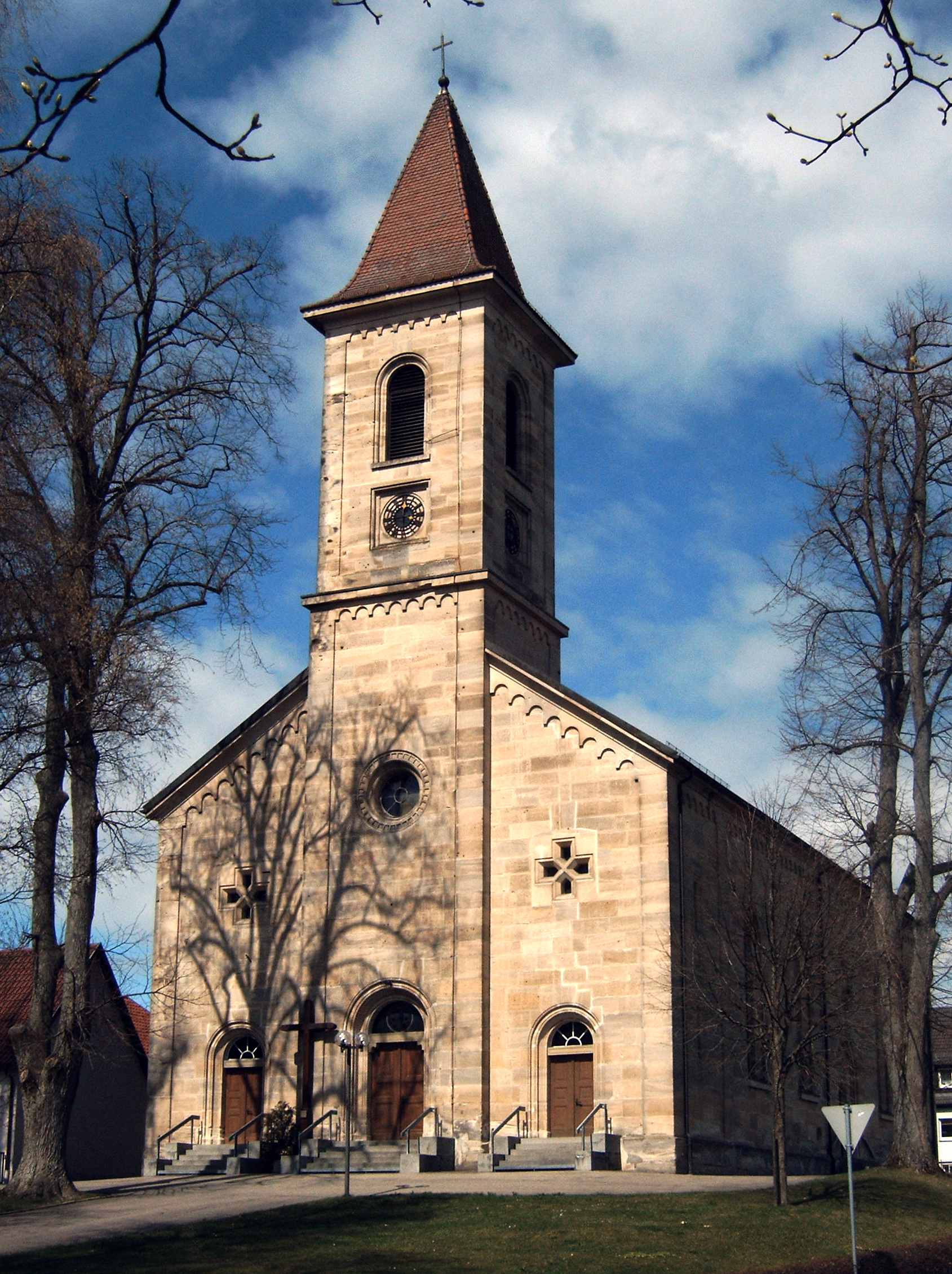
Sankt-Cyriakus-Kirche Zimmerbach

Nachdem die Dorfkirche zu klein wurde, wurde in den Jahren 1851–1853 die katholische Sankt-Cyriakus-Kirche aus lokalem Stubensandstein durch Gottlieb Wilhelm Wepfer im neuromanischen Stil erbaut und die alte Kirche anschließend abgerissen.

## Persönlichkeiten
- Clemens Gottwald (* 1995), Jazzmusiker

## Sonstiges
Der Musikverein Zimmerbach wurde 1926 gegründet, die aktive Kapelle besteht derzeit aus 63 Musikern.
Seit 1981 besteht eine freundschaftliche Verbindung mit der Ortschaft Zimmerbach (Frankreich).